# Kommunikationsdepartementet
Kommunikationsdepartementet var ett departement i Sveriges regeringskansli som uppkom genom delningen av det arbetstyngda Civildepartementet den 1 juli 1920 och som handlade ärenden rörande post, trafik, radio och television (till 1967) och kommunikationer. Departementet lades ned den 31 december 1998, då ärendena i stället flyttades över till det nya Näringsdepartementet.
Kommunikationsministerns frågor handhas numera av infrastrukturministern.

## Statsråd i Kommunikationsdepartementet

### Chefer
Se Sveriges infrastrukturminister

## Statssekreterare i Kommunikationsdepartementet
- August Beskow 1920–1925
- Willand Aschan 1925–1928 (tillförordnad 1923–1924 och 1925–1927)
- Thorsten Wijnbladh 1928–1934
- Nils Quensel 1934–1936
- Tage Wärn 1936 (tillförordnad)
- Torsten Löfgren 1936  (tillförordnad)
- Frans Severin 1937–1942 (tillförordnad fram till 1940)
- Axel Westling 1942–1945
- Enar Lars Eckerberg 1945–1947
- Arne S. Lundberg 1947–1951
- Per Åsbrink 1951–1955 (tillförordnad fram till 1953)
- Erik Grafström 1955–1957
- Nils Hörjel 1958–1964
- Lars Peterson 1964–1969
- Nils-Olov Hasslev 1969–1976
- Bengt Furbäck 1976–1978
- Georg Danell 1978
- Lennart Lübeck 1978–1979
- Hans Sandebring 1979–1981
- Nils Erik Bramsvik 1981–1982
- Monica Sundström 1982–1986
- Ulf Dahlsten 1986–1988
- Gunnel Färm 1988–1990
- Ingemar Skogö 1990–1991
- Per Egon Johansson 1991–1994
- Magnus Persson 1994–1998